# Cruz de Pau

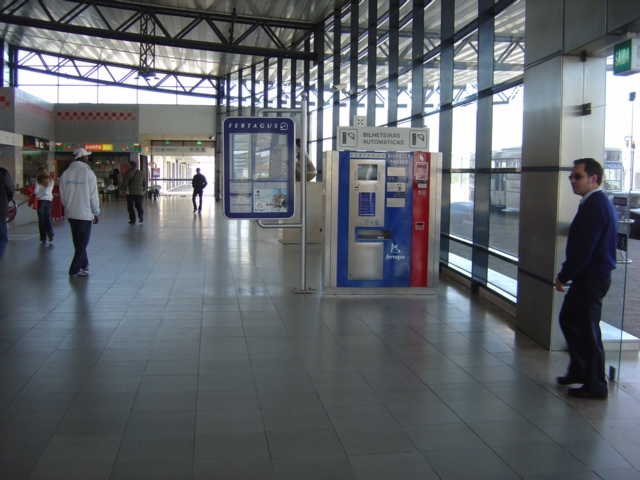
Estação de Foros de Amora, na Cruz de Pau

Cruz de Pau é uma localidade com 31377 habitantes (2021) na margem sul do rio Tejo, a norte da auto-estrada A2, que faz parte da cidade de Amora, na freguesia do mesmo nome, no concelho do Seixal. Inclui nos seus limites oficiais a zona de Paivas. Faz parte do conjunto de cidades-dormitório da zona a sul do Tejo da Grande Área Metropolitana de Lisboa.
Em termos de localização geográfica, a Cruz de Pau é limitada a Nordeste por Amora, a Sul pelos Foros de Amora e a Oeste por Corroios.
A Cruz de Pau é servida pela estação ferroviária da Fertagus denominada Foros de Amora.

## Clima
A Cruz de Pau é uma das localidades do município do Seixal que regista temperaturas mais altas no Verão e mais amenas no Inverno. No Inverno as temperaturas podem descer a -1 °C nas madrugadas mais frias com a frequente formação de geada matinal, gelo e enquanto que no Verão ultrapassam os 30 °C nos dias mais quentes de Julho.
As temperaturas médias de Janeiro são de 11,3 °C e em Agosto são de 22,6 °C. A temperatura mais baixa já registada nesta localidade foi -5 °C e a mais alta foi de 41 °C. A localidade da Cruz de Pau tem um regime de precipitação mais baixo, registando 300mm de precipitação no ano inteiro e sendo muito seco nos meses de Verão. A precipitação concentra-se mais no mês de Fevereiro com um valor de 4 cm de precipitação. Ocasionalmente regista-se queda de neve molhada. Os anos em que se registaram queda de neve foi nos anos de 2006, 2007 e 2009, tendo-se registado no ano de 2009 dois episódios de neve granular.
O clima desta localidade é influenciado pela corrente do Golfo, proximidade com o mar e pela latitude.
1. 1 2  «Censos 2021». Consultado em 15 de março de 2024
2. ↑  «Mapa do Concelho de Seixal». Consultado em 15 de março de 2024